# Lausanne villamosvonal-hálózata
Lausanne villamosvonal-hálózata (német nyelven: Stadtbahn Lausanne) Svájc Lausanne városában található könnyűvasút-vonal. Összesen egy vonalból áll, a hálózat teljes hossza 7,79 km, a megállók száma 15. Jelenlegi üzemeltetője a Transports Publics Neuchâtelois.
A vágányok 1435 mm-es nyomtávolságúak, az áramellátás felsővezetékről történik, a feszültség 630 V egyenáram. 
Az új vonal 1991. június 2-án nyílt meg. Korábban közlekedett a városban hagyományos villamos, ám azt felszámolták.